# Lièpvre
Lièpvre je občina v departmaju Haut-Rhin francoske regije Alzacija.
Leta 1990 je v občini živelo 1 558 oseb oz. 124 oseb/km².